# Los pájaros de Baden-Baden
Los pájaros de Baden-Baden és una coproducció hispà-suïssa, de drama romàntic, estrenada el 1975, dirigida per Mario Camus i protagonitzada en els papers principals per Catherine Spaak, Frédéric de Pasquale i José Luis Alonso. Es tracta d'una adaptació cinematogràfica del relat curt homònim de l'escriptor espanyol Ignacio Aldecoa publicat en 1965.

## Sinopsi
Durant un calorós estiu en la capital madrilenya, Elisa, una jove de classe acomodada, aprofita la calma a la ciutat i l'absència dels seus pares de vacances, per a preparar la seva tesi doctoral. Amb aquesta fi necessita els serveis d'un fotògraf que l'ajudi per a il·lustrar el seu treball. Per a això contracta a Pablo, un home separat, una mica bohemi i solitari que viu amb el seu fill Andrés. A mesura que van treballant junts comencen a sentir una forta atracció mútua. Per a ella, no és més que un romanç estiuenc però per a Pablo podria ser una història d'amor i de salvació.

## Repartiment
- Catherine Spaak com Elisa
- Frédéric de Pasquale com Pablo
- José Luis Alonso com Andrés
- Carlos Larrañaga com Ricardo
- Alejandro de Enciso com Fernando
- Antonio Iranzo com Vicente
- Cándida Losada com Mare
- Andrés Mejuto com Tío David
- Concha Cuetos com Maritina
- Carlos Otero
- Teresa del Río
- Carmen de la Maza
- William Layton
- Eduardo Puceiro
- José Carlos Plaza
- Ariane Koizumi
- Pilar Gómez Ferrer
- Cristina Moreno
- Luisa Sala

## Premis
La pel·lícula va rebre els premis del Sindicat Nacional de l'Espectacle de 1974 al millor guió, al millor director i a la millor música, aconseguint el segon lloc en l'apartat de millor pel·lícula, sent la guanyadora Furtivos de 	José Luis Borau.